# والریا زکلونا
والریا زکلونا (اوکراینی: Вале́рія Гавриїлівна Заклу́нна-Мироненко؛ ۱۵ اوت ۱۹۴۲ – ۲۲ اکتبر ۲۰۱۶) بازیگر اهل اتحاد جماهیر شوروی سوسیالیستی بود. وی بین سال‌های ۱۹۶۶ تا ۲۰۱۶ میلادی فعالیت می‌کرد.
از فیلم‌ها یا برنامه‌های تلویزیونی که وی در آن نقش داشته‌است می‌توان به سرنوشت اشاره کرد.
وی همچنین برندهٔ جوایزی همچون هنرمند مردمی روسیه و جایزه دولتی اتحاد شوروی شده‌است.